# Ералдо Монцељо
Ералдо Монцељо (Вињале Монферато,  5. јун 1906 — Торино, 3. новембар 1981) био је фудбалски тренер и играч италијанске асоцијације, који је играо као дефанзивац, на позицији бека. Монцељо је имао изузетно успешну фудбалску каријеру, мада је такође касније изазвао контроверзе због своје блиске везе са италијанским фашистичким диктатором Бенитом Мусолинијем. На клупском нивоу играо је за Касале, Болоњу и Рому, освојивши титулу Серије А и два издања купа Митропа са Болоњом. На међународном нивоу, он је такође имао успеха са фудбалском репрезентацијом Италије, тако што је био део екипа које су освојиле заредом титуле светског првака 1934. и 1938. На светском првенству 1934. године је изабран у тим првенства. Заједно са Гвидом Мазетијем, Ђузепе Меацом и Ђованијем Фераријем, један је од само четворице италијанских играча који су освојили два светска купа. Након играчке пензије, радио је као тренер италијанских клубова Комо, Про Зесто, Наполи, Сампдорија и Јувентус, као и швајцарски клуб Кијасо . Посмртно је примљен у италијанску фудбалску  Кућу славних 2013. године.